# NDM FC
El National Defense Ministry Football Club (en español: Club de Fútbol del Ministerio de Defensa Nacional ), conocido simplemente como NDM FC, es un equipo de fútbol de Camboya que juega en la Liga C, primera división de fútbol en el país.

## Historia
Fue fundado en el año 1990 en la capital Phnom Penh con el nombre RCAF FC (Royal Cambodian Armed Forces Football Club), y es el equipo que representa al Ministerio de Defensa de Camboya.
Fue uno de los equipos que formaron parte de la primera liga de fútbol a nivel profesional en Camboya tras la reforma a la liga en el año 2005, y tres años después cambian su nombre por el que tienen actualmente.

## Palmarés
- Copa Hun Sen: 2

2010, 2016
- Copa Nationwide: 2

1993, 2003